# Barbara Teresa Dominiczak
Barbara Teresa Dominiczak (ur. 2 marca 1939 w Pacanowie) – polska poetka i polonistka.

## Życiorys
Ukończyła studia polonistyczne na Uniwersytecie im. Adama Mickiewicza w Poznaniu i studium podyplomowe z historii sztuki. Przez wiele lat od roku 1962 nauczała języka polskiego w Zespole Szkół Samochodowych w Szczecin-ie. Za pracę dydaktyczną  odznaczona została Medalem  Komisji Edukacji Narodowej. Jako literatka debiutowała w roku 1979 pisząc recenzje teatralne dla „Głosu Szczecińskiego”, w późniejszych latach publikowała również w tej gazecie poezję oraz felietony. Publikowała również w miesięcznikach „Dialogi” ,„Refleksje” ,„Spojrzenia”. 
Od roku 1995 związana ze szczecińskim oddziałem Związku Literatów Polskich. W 2000 nawiązała współpracę ze Stowarzyszeniem Katyń w Szczecinie, którego była długoletnim członkiem zarządu. Prowadziła spotkania w różnych instytucjach kulturalnych z ludźmi kultury, zasłużonymi dla Szczecina, sybirakami, osobami z Rodzin Katyńskich oraz Powstańcami warszawskimi. Prowadziła szereg spotkań promujących swoje tomiki poezji. W swoje twórczości porusza głównie tematy o Katyniu, o holokauście, tematy marynistyczne, o sztuce, o miłości i przemijaniu.

## Tomiki poezji
- Mój Ląd i Twoje Oceany.
- Przemijanie.
- Duszy Uroczysko.
- Uczuć Mych Szaleństwo.
- Różaniec z Łez (wraz z Anną Dominiczak) – wiersze o tematyce Rodzin Katyńskich.
- Groza i Bezradność – wiersze o losach Sybiraków.
- Powstanie Warszawskie  Empatią Pisane – Wiersze o heroizmie i tragedii powstańców.
- Siekierki – Poemat o forsowaniu Odry.

## Odznaczenia
- Medal Komisji Edukacji Narodowej
- Medal „Pro Patria”
- Medal „Pro Memoria”
- Srebrny Medal „Opiekun Miejsc Pamięci Narodowej”
- Brązowy Medal „Zasłużony Kulturze Gloria Artis” (2017)[3][4]